# Thors kamp med Hrungner
Thors kamp med Hrungner er en myte kendt fra Skáldskaparmál, hvor det findes i kvadet Haustlǫng af Thjodolf den Hvinverske, tilegnet Torleiv Hordakåresson den spage. Det er et såkaldt "skjoldkvad", dvs. en beskrivelse af billeder malet på et skjold, som skjalden har fået af Torleiv. Digtet er i drottkvætt, fyldt med kenninger, og regnes som et højdepunkt i sin genre. Myten om Thors kamp med Hrungner er dog muntrere genfortalt af Snorre i Gylfaginning.

## Myten
Thor var taget østpå for at jage trolde, mens Odin red til Jotunheimen på sin hest Sleipner og kom til Hrungner, kendt som den stærkeste blandt jætterne. Hrungner spurgte, hvad det vel var for en mand iført guldhjelm, der kom ridende over himmel og hav. Odin sagde, at han ville vædde sit hoved på, at så god en hest som hans ikke fandtes i Jotunheimen. Hrungner svarede, at vel var Sleipner en god hest, men hans egen Guldfaxe var dog bedre. Så vred blev han over Odins pral, at han red bagefter på Guldfaxe, og sansede i sin ophidselse ikke, at han red ind ad porten til Asgård. Her indbød aserne ham til drikkegilde, og bar de skåle frem, der ellers blev tømt af Thor. Dem tømte Hrungner i ét drag og blev beruset, og nu manglede det ikke på store ord. Han ville flytte hele Valhal til Jortunheimen, jævne Asgård med jorden og slå alle aser og asynjer ihjel; dog ville han skåne Freja og Sif.
Men så dukkede Thor op og truede ham med Mjølner. Hrunger kaldte ham en nidding, hvis han dræbte en våbenløs mand, og de aftalte at mødes til tvekamp på skellet til Grjotunagård. Hrungner red i hast tilbage til Jotunheimen for at hente sit skjold og sit våben, en hvæssesten. Hans jættevenner hørte om kampen, gjorde de ham en hjælper, en mand af ler, Mokkurkalfe, ni mil høj og tre mil bred over brystet. Et hjerte stort nok til ham fandt de ikke, før de skar et ud af en hoppe. Hrungners eget hjerte var kendt nok, det var af sten med tre spidser, som trylletegnet hrungnershjerte tegnes. Af sten var også hans hoved og hans skjold, og hvæssestenen stod han med på skulderen, da han ventede på Thor. Ved siden af stod lerjætten Mokkurkalfe, men han pissede af skræk ved synet af Thor, så hans ben gik i smat. Thors hjælper Tjalfe sprang frem til Hrungner og advarede ham om, at Thor var på vej under jorden for at angribe Hrungner fra neden. Dermed skød jætten skjoldet under sig, men holdt hvæssestenen i begge hænder. Da lynede og tordnede det, og Thor kom til syne og slyngede Mjølner mod jætten. Hrungner slyngede til gengæld sin hvæssesten, der knustes mod Mjølner, så den ene del faldt til jorden. Af den er alle sandstensklipper opstået. Det anden brudstykke ramte Thor, så han faldt fremover.
Men Mjølner knuste Hrungners skalle, så han segnede og faldt ovenpå Thor, så hans ene ben kom til at ligge over Thors hals. Tjalfe søgte at løfte Hrungners ben af ham, og de andre guder mislykkedes også. I sidste øjeblik blev han reddet af sin søn med jættekvinden Jernsaxa, Magni, der – skønt han kun var tre nætter gammel – som den eneste af guderne var i stand til at løfte jættens ben væk. Magni sagde bagefter: "Den jætte havde jeg slået ihjel med de bare næver, hvis jeg havde fået med ham at gøre." Thor var stolt af sin søn og gav ham Guldsaxe som belønning. Men Odin skumlede over, at Thor gav sådan en god hest til en jættekvindes søn, og ikke til sin far. Thor drog hjem til Trudvang med Hrungners sten siddende fast i sit hoved. Guderne hentede da vølven Groa, der var gift med Aurvandil den tapre. Hun sang sine tryllesange over Thor, til stenen løsnede. Han fortalte hende, at han nylig på sin vej sydpå var vadet over Elivåger, Niflheims 11 giftige floder, og havde båret hendes mand på ryggen i en kurv. Aurvandils ene tå var desværre kommet til at stikke uden for kurven, så den frøs af; men Thor havde sørget for at kaste den op på himlen, hvor hun selv kunne se den som en stjerne deroppe. I øvrigt kunne hun snart vente sin mand hjem. Da blev Groa så glad, at hun glemte alle sine sange, og derfor kom stenen aldrig helt løs, men sidder stadig i Thors pande. Derfor skal man også altid pænt række sin fælle slibestenen, når han beder om den, og ikke kaste den tværs over gulvet til ham; for da rykker det i Thors hoved.
Fortællingen er basis for Peter Madsens tegneseriehæfte Den store udfordring (1993) i serien om Valhalla.